# Birtalan Ferenc
Birtalan Ferenc (Budapest, 1945. július 25. – 2018. április 10.) magyar költő, író.
Házmester édesanyja és bányász édesapja hatodik gyermekeként született Józsefvárosban. Szakmát tanult, lakatosként dolgozott 1987-ben történt leszázalékolásáig, majd rokkantnyugdíjas volt. 1993-tól Csepelen élt. Két gyermeke közül fia Birtalan Balázs író, költő, publicista és terapeuta volt.

## Pályája
1966-tól publikált újságokban, folyóiratokban. Versei több antológiában és tankönyvben szerepelnek.
1986-ban SZOT-ösztöndíjat kapott.
2012-ben az NKA alkotói ösztöndíját nyerte el.

## Megjelent kötetei
Bérszalagkokárda Archiválva 2007. január 17-i dátummal a Wayback Machine-ben
Versek; Budapest, Kozmosz Könyvek, 1985, szerkesztő: Rózsa Endre.
Tarisznyában a tenger Archiválva 2006. június 15-i dátummal a Wayback Machine-ben
Történetek gyerekeknek; Budapest, Móra Ferenc Könyvkiadó, 1989, szerkesztő: Dornbach Mária.
Összevesztem a tulipánnal Archiválva 2007. február 18-i dátummal a Wayback Machine-ben
Gyerekversek; Budapest, Írók Tanácsadó Irodája, 1989, szerkesztő: Fucskó Miklós.
Halottak Napja, Élők Napja Archiválva 2007. február 18-i dátummal a Wayback Machine-ben
Versek; Budapest, (Többlet) Szószabó Stúdió (Budakalász), 1994, szerkesztő: Fucskó Miklós.
Talpig fegyverszünetben Archiválva 2007. február 18-i dátummal a Wayback Machine-ben
Versek; Budapest, Saluton, 2006, szerkesztő: Birtalan Balázs.
A félnégyes barom Archiválva 2007. május 2-i dátummal a Wayback Machine-ben
Versek; Budapest, Hungarovox, 2007, szerkesztő: Birtalan Balázs.
Csak kékre lépj Archiválva 2008. május 10-i dátummal a Wayback Machine-ben
Versek; Budapest, Hungarovox, 2008, szerkesztő: Birtalan Balázs.
Viszonylag minden (Tsepeli gavotte) Archiválva 2018. december 25-i dátummal a Wayback Machine-ben
Versek; Budapest, Hungarovox, 2008, szerkesztő: Birtalan Balázs.
Hetvenkét lépcső Archiválva 2010. január 15-i dátummal a Wayback Machine-ben
Versek; Budapest, Katalizátor, 2009, szerkesztő: Birtalan Balázs.
Szökőár után is hazatér a tenger (Kis indiánkönyv) Archiválva 2010. szeptember 7-i dátummal a Wayback Machine-ben
Versek; Budapest, Hungarovox, 2010
Versek regénye Archiválva 2010. szeptember 7-i dátummal a Wayback Machine-ben
Önéletrajz; Budapest, Hungarovox, 2010, szerkesztő: Birtalan Balázs.
...aztán lett az úttest Archiválva 2015. május 2-i dátummal a Wayback Machine-ben
Gyerekversek; Budapest, Hungarovox, 2011
Trubadúrének Archiválva 2015. május 2-i dátummal a Wayback Machine-ben
Versek; Budapest, Hungarovox, 2012, szerkesztő: Birtalan Balázs.
fridzsider-rapszódia Archiválva 2015. május 1-i dátummal a Wayback Machine-ben
Versek; Budapest, Hungarovox, 2013, szerkesztő: Birtalan Balázs.
Rigótörténet, feleségének Archiválva 2015. május 2-i dátummal a Wayback Machine-ben
Versek; Budapest, Liget Műhely Alapítvány, 2013, kiadó-szerkesztő: Horgas Béla, Levendel Júlia, Horgas Judit.
Két kenyér között az este Archiválva 2015. május 2-i dátummal a Wayback Machine-ben
Versek; Budapest, 2014, felelős szerkesztő: Gyimesi László.
Játszik éjszakát Archiválva 2015. május 2-i dátummal a Wayback Machine-ben
Versek; Budapest, Liget Műhely Alapítvány, 2015, kiadó-szerkesztő: Horgas Béla, Levendel Júlia, Horgas Judit.
70 vers ellenfényben Archiválva 2015. szeptember 23-i dátummal a Wayback Machine-ben
Versek; Budapest, Napkút, 2015, felelős kiadó: Szondi György
Barbár-mennyország
Liget Műhely Alapítvány, Bp., 2016 (Liget könyvek)
Bodza. Éjszínű kavics
Liget Műhely Alapítvány, Bp., 2016 (Liget könyvek)
Akár egy etűd
Liget Műhely Alapítvány, Bp., 2017 (Liget könyvek)
Tócsatükör
Válogatott és új versek (2013–2018). Liget Műhely Alapítvány, Bp., 2018 (Liget könyvek) (posztumusz kötet, ISBN 9786155419324)